# Infinity (BONNIE PINKのアルバム)
『Infinity』（インフィニティ）は、BONNIE PINKの通算13枚目のオリジナル・アルバム。2023年9月6日発売。発売元はタイスケ。販売元はワーナーミュージック・ジャパン。CDコードはQYCL-10038。

## 概要
前作『Chasing Hope』からは11年ぶりとなるオリジナル・アルバム。当アルバムの発売に先立って行われたライブツアーで、会場内限定発売された（7月16日東京公演、17日大阪公演、22日名古屋公演）。

## 収録曲
1. Spin Big （4:22）
（作詞・作曲：BONNIE PINK、編曲：Burning Chicken）
2. 世界 （5:35）
（作詞・作曲：BONNIE PINK、編曲：高桑圭）
3. Like a Tattoo （3:41）
（作詞・作曲：BONNIE PINK、編曲：鈴木正人）
テレビ東京系ドラマ「私と夫と夫の彼氏」エンディングテーマ
4. 宝さがし （3:08）
（作詞・作曲：BONNIE PINK、編曲：高桑圭）
NHKテレビ「みんなのうた」2022年6月・7月度放送曲
5. Bittersweet （3:39）
（作詞・作曲：BONNIE PINK、編曲：Burning Chicken）
6. Control （5:08）
（作詞・作曲：BONNIE PINK、編曲：八橋義幸）
7. Irish Coffee （3:36）
（作詞・作曲：BONNIE PINK、編曲：鈴木正人）
8. Butter （3:53）
（作詞・作曲：BONNIE PINK、編曲：Shingo Suzuki）
9. Waiting 4 U （4:24）
（作詞・作曲：BONNIE PINK、編曲：西田修大）
10. Silent Film （3:47）
（作詞・作曲：BONNIE PINK、編曲：八橋義幸）
11. HANABI Delight （3:57）
（作詞・作曲：BONNIE PINK、編曲：Burning Chicken）
12. エレジー （4:58）
（作詞・作曲：BONNIE PINK、編曲：Shingo Suzuki）
ドキュメンタリー映画「for you 人のために」主題歌
ドキュメンタリー映画「生きるFROM NAGASAKI」主題歌
13. Infinity （5:08）
（作詞・作曲：BONNIE PINK、編曲：西田修大）